# Klaus-Dieter Arlt
Klaus-Dieter Arlt (* 13. Dezember 1942 in Breslau, Schlesien) ist ein Geodät und deutscher Politiker (CDU, bis 1990 DDR-CDU). Von 1990 bis 1992 war er Mitglied des Brandenburgischen Landtags.

## Leben
Von 1957 bis 1961 war Arlt Schüler an der Diesterweg-Oberschule in Strausberg. Anschließend machte er eine Ausbildung zum Vermessungsfacharbeiter an der Berufsschule für Geodäsie und Kartographie. Zwischen 1963 und 1968 absolvierte er ein Studium der Geodäsie an der TU Dresden, welches er mit dem Diplom abschloss. Von 1969 bis 1990 war er als Spezialmesstruppführer für das Bauwesen im VEB Kombinat Geodäsie und Kartographie tätig. Anschließend übernahm er das Ressort Finanzen und Liegenschaften in der Bezirksverwaltungsbehörde Frankfurt (Oder). Zudem war er Landesschatzmeister im Deutschen Siedlerbund. 
Arlt ist verheiratet und hat ein Kind.

## Politik
Arlt wurde 1984 Mitglied der Ost-CDU, die mit der Wiedervereinigung in der gesamtdeutschen CDU aufging. Zwischen 1986 und 1990 war er Abgeordneter des Bezirkstages Frankfurt (Oder). Im Oktober 1990 wurde er über die Landesliste in den Brandenburgischen Landtag gewählt. Dort gehörte er dem Ausschuss für Haushalt und Finanzen an und war Vorsitzender des Ausschusses für Haushaltskontrolle. Im März 1992 schied er vorzeitig aus dem Landtag aus. Anschließend war er bis zum Jahr 2007 Mitglied im Landesrechnungshof.